# Terebra hoaraui
Terebra hoaraui é uma espécie de gastrópode do gênero Terebra, pertencente à família Terebridae.